# 적선
적선(積善)은 선행(善行)을 쌓는 일을 뜻한다. 특히 도교의 수행 방법 중 하나이다. 
어느 종교이건 간에 어떤 형태의 세속 윤리를 내포하고 있지만 도교에서는 특히 더 중요시되어 일반 신도나 전문 종교가를 가릴 것 없이 그 종교 생활의 전제 또는 기초로 삼고 있다. 선행이 모자라거나 한 번이라도 나쁜 일을 저지르면 그 밖의 다른 종교적 실천이나 수행을 비록 많이 쌓았더라도 모두 무효로 돌아가거나 아니면 원하는 바의 효과를 거둘 수 없는 것으로 믿는다. 반대로 선행만 쌓으면 비록 다른 종교적 실천이나 수행을 특별히 행하지 않았더라도 조사(早死)는 면할 수 있다고 한다. 
도교가 목적으로 삼는 일은 불로불사 내지 불로장생으로서 벽곡 · 복이(服餌) · 조식(調息: 服氣) · 도인(導引), 나아가서 내사(內思: 存思) · 좌망(坐亡) 등의 여러 방법이 있는데 무엇보다도 "적선(積善)"이 전제조건으로 되어 있는 점이 도교의 특징이다. 인간사회의 기본적인 윤리가 도교에서는 종교 목적과 관련지어져 있는 것이다. 후한의 오두미도(五斗米道) · 태평도, 갈홍(葛洪)의 《포박자(抱朴子)》나 금대(金代)에 일어난 전진교(全眞敎), 그리고 명 · 청시대의 《선서(善書)》는 이런 관념으로 일관되어 있는 것을 볼 수 있다.

## 참고 문헌
- 이 문서에는 다음커뮤니케이션(현 카카오)에서 GFDL 또는 CC-SA 라이선스로 배포한 글로벌 세계대백과사전의 "종교·철학 > 세계의 종교 > 도교 > 도교 > 수행법·의례 > 적선" 항목을 기초로 작성된 글이 포함되어 있습니다.